# Hồ Quang Hiếu
Nguyễn Quang Hiếu, thường được biết đến với nghệ danh Hồ Quang Hiếu (sinh ngày 20 tháng 9 năm 1983), là một nam ca sĩ và diễn viên người Việt Nam. 
Anh sở hữu khuôn mặt điển trai, chất giọng đẹp, ấm áp phù hợp với các ca khúc ballad nhẹ nhàng, thành công sau bài hit đầu tiên trong sự nghiệp âm nhạc của mình trích từ album cùng tên "Chỉ cần em hạnh phúc". Hiếu còn nổi tiếng với các ca khúc trở thành hit như Không cảm xúc, "Con bướm xuân", "Đừng buông tay anh", "Tìm em", "Em là của anh", "Đổi thay", "Nơi ấy con tìm về".

## Cuộc đời và sự nghiệp

### 1983 - 2013: Thời thơ ấu và khởi nghiệp
Hồ Quang Hiếu sinh ra tại Buôn Ma Thuột, Đắk Lắk. Hiếu tốt nghiệp trường Văn hóa Nghệ thuật Quân đội Hà Nội nhưng sau đó lại vào Thành phố Hồ Chí Minh để lập nghiệp. Hồ Quang Hiếu tham gia vòng sơ tuyển cuộc thi "Thần tượng Âm nhạc Việt Nam" năm 2007, ca khúc được Hiếu thể hiện là "Đôi mắt Pleiku" được vé vào vòng trong nhưng kết quả dừng bước ở top 60. Năm 2010, Hồ Quang Hiếu nhận giải quán quân trong cuộc thi "Hãy tỏa sáng".
Khác với nhiều ca sĩ trẻ mới bắt đầu khởi nghiệp với lợi thế có người lăng xê, đỡ đầu, Hồ Quang Hiếu đã 'tự lực cánh sinh' trong nghề. Không có manager, tự chọn ca khúc, viết kịch bản MV, book show… một tay Hồ Quang Hiếu làm hết. Sở hữu chất giọng đẹp, phù hợp với các ca khúc ballad nhẹ nhàng, Hồ Quang Hiếu đã chiếm được cảm tình của nhiều người.
Năm 2011, Hiếu cho ra mắt album "Chỉ cần em hạnh phúc", trong đó ca khúc chủ đề cùng tên "Chỉ cần em hạnh phúc" được sự ủng hộ tích cực của người nghe, nhiều tuần liên tiếp giữ vị trí đứng đầu trên bảng xếp hạng Zing MP3, đánh dấu bước ngoặt quan trọng trong sự nghiệp ca hát của Hiếu.. Ca khúc giữ vị trí đầu tiên trong nhiều tuần trên bảng xếp hạng Zing và nằm vững ở Top 20. Trước đó, Hồ Quang Hiếu đã từng tham gia hát tại Nhà văn hóa quận 8. Hiếu còn ra mắt nhiều ca khúc trở thành hit như "Còn lại gì sau cơn mưa", "Đừng buông tay anh", "Nơi ấy con tìm về", "Mẹ", "Không cảm xúc".

### 2014 - 2015:Con bướm xuânvàEm là của anh
Ca khúc cha cha cha "Con bướm xuân" năm 2014 được rất nhiều khán giả hát và cover lại. Ca khúc đạt 10,7 triệu lượt nghe trên trang âm nhạc online và 14 triệu lượt xem trên YouTube trong năm 2014. Ca khúc còn được Hiền Thục remix lại trở nên sinh động và vui nhộn hơn. Không chỉ dừng lại ở đó, Hồ Quang Hiếu còn thể hiện nhiều bài hát về quê hương như "Nỗi nhớ cao nguyên", "Miền Trung quê tôi". Ngày 2 tháng 3 năm 2014, Hồ Quang Hiếu chính thức phát hành đĩa đơn "Tìm em" do nhạc sĩ Trịnh Đình Quang sáng tác. Ca khúc kể về một câu chuyện buồn về tình yêu của một đôi trai gái. Cả hai cùng nhau có những khoảnh khắc hạnh phúc, yên bình bên nhau và rồi cô gái quyết định bỏ chàng trai ra đi để đến với một người khác giàu có hơn, điều này đã khiến chàng trai vô cùng đau khổ. Đóng cặp cùng Hiếu là cô gái 19 tuổi Rima Thanh Vy. Hiếu cũng vừa thực hiện xong chuyến lưu diễn 10 ngày ở châu Âu (Ba Lan, Na Uy, Ý, Áo, Nga, Hungari) và Mỹ.
"Một tình yêu đúng nghĩa" là bài hát do nhạc sĩ trẻ Trịnh Đình Quang sáng tác và được Trần Gia Lạc lên toàn bộ ý tưởng cho MV. Nội dung của bài hát dựa trên chuyện tình có thật của một người bạn rất thân của nhạc sĩ này. Nói về sự không trọn vẹn trong tình yêu ở mối tình tay ba đau khổ giữa Hồ Quang Hiếu và hai bạn diễn là Trương Quý Nhi và Gin. "Một tình yêu đúng nghĩa" là một trong tám bài hát nằm trong album Làm những gì mình thích được phát hành vào giữa tháng 6. Hồ Quang Hiếu đã tổ chức buổi họp fan vào chiều ngày 2 tháng 11 năm 2014 tại Thành phố Hồ Chí Minh để ra mắt bài hát "Mambo Italiano", buổi biểu diễn còn có sự tham gia của DJ Thúy Khanh, Hồ Việt Trung, Hồ Tuấn Anh, v.v... Đây là sản phẩm đánh dấu sự trở lại của anh sau dự án album Mình cưới nhau nhé cùng nữ ca sĩ Lương Bích Hữu. "Mambo Italiano" là một bài hát nhạc ngoại lời Việt được Hiếu trình diễn lần đầu tiên trong chương trình Cùng nhau tỏa sáng và được nhiều khán giả yêu thích, do đó Hiếu quyết định thực hiện MV cho bài hát này. Hồ Quang Hiếu cùng bạn thân Hồ Việt Trung ra mắt phim ca nhạc "Giải cứu tiểu thư". Phim ca nhạc dài hơn 46 phút, phát hành vào ngày 8 tháng 2 năm 2015. Sản phẩm đã lập kỷ lục với hơn 11 triệu lượt xem trên Youtube sau một tháng phát hành, đến bảy tháng thì cán mốc hơn 51 triệu lượt xem. Sau đó trở thành bộ phim ca nhạc đầu tiên ở Việt Nam cán mốc 100 triệu lượt xem trên YouTube.
Ngày 17 tháng 4 năm 2015, Hồ Quang Hiếu tổ chức họp báo để ra mắt MV "Chỉ còn trong ký ức". Buổi họp báo còn có sự tham gia của Cường Seven, nhóm FB Boiz và Hằng BingBoong. Ca khúc là một bản ballad nhẹ nhàng do nhạc sĩ Nguyễn Đình Vũ sáng tác. Hiếu còn ra mắt thêm một album mới nữa là Chỉ còn trong ký ức. Sau nhiều năm chạy show, Hồ Quang Hiếu đã mua được một ngôi nhà trị giá 3 tỷ đồng. Ngôi nhà bốn tầng nằm ở quận Gò Vấp, Thành phố Hồ Chí Minh, được mua với giá 2,7 tỷ đồng. Ngoài ra, Hiếu còn tự mua cho mình một chiếc xe hơi để tiện đi diễn phục vụ cho khán giả cả nước. Ngày 24 tháng 5, Hồ Quang Hiếu và Thanh Lam cùng nhiều nghệ sĩ khác (như Nguyên Vũ, Phạm Trưởng, Vân Khánh, Hồng Tơ) biểu diễn tại Đà Nẵng nhằm góp quỹ từ thiện cho nạn nhân chất độc màu da cam, buổi biểu diễn mang tên "Nước mắt Da Cam".
Tháng 8 năm 2015, Hồ Quang Hiếu cho ra mắt 2 MV mới. "Nhìn lại dấu chân" là ca khúc Hiếu dành tặng cho mẹ nhân lễ Vu Lan, "Chỉ là anh đang mơ" là sản phẩm cổ trang với hình tượng hoàn toàn mới của Hiếu. Ngày 4 tháng 11, Hiếu phát hành MV "Hết rồi", ca khúc chủ đề của phim Dịch vụ tình yêu do chính Hiếu đầu tư sản xuất và thủ vai chính. Theo kế hoạch, phim sẽ ra mắt vào dịp Tết Âm lịch 2016. Hiếu cho biết: Hiếu từng diễn xuất trong nhiều MV hay gần đây nhất là phim ca nhạc Giải cứu tiểu thư nên Hiếu rất muốn được thử sức mình ở lĩnh vực điện ảnh trong một vai diễn. Thêm vào đó, Hiếu thích làm những việc mà mình chưa từng làm để thử thách bản thân. Cuối năm 2015, Hiếu phát hành ca khúc "Chúc mừng năm mới".

### 2016 - nay:Vô vọngvàChia tay tuổi học trò
"Vô vọng" - đĩa đơn của Hồ Quang Hiếu được trích từ những cảnh quay trong phim do Hiếu đầu tư sản xuất và thủ vai chính - Dịch vụ tình yêu. Hiếu đã thể hiện được sự đau khổ trong tình yêu khi yêu hết mình nhưng lại không được đền đáp. "Vô vọng" được nhạc sĩ Nguyễn Hùng sáng tác, bạn diễn của Hiếu là hotgirl Trang Phi (từng tham gia series hài ngắn Ghiền Mì Gõ). "Sẽ nói dối để em vui" và "Chia tay tuổi học trò" - hai đĩa đơn được Hồ Quang Hiếu ra mắt với hai thể loại âm nhạc, nội dung khác nhau. Hiếu chia sẻ về "Chia tay tuổi học trò": MV về tình yêu không quá đặc biệt, nhưng đây là lần đầu tiên tôi thực hiện một sản phẩm về tuổi học trò, tặng các bạn học sinh khi mùa chia ly sắp đến với lời cầu chúc các bạn sẽ thi thật tốt. Tháng 12 năm 2016, Hiếu tổ chức cuộc thi cover hit Đổi Thay của mình trên Youtube và phần thắng thuộc về thí sinh Trần Quốc Thắng với giải thưởng 20 triệu đồng. Tháng 1 năm 2017, với sự hợp tác cùng Hoàng Rapper, Hiếu tung ra ca khúc Ăn Tết mang giai điệu sôi động. Ngoài ca hát, Hồ Quang Hiếu cũng thử diễn xuất trong một số MV ca nhạc. Sau sự kết hợp thành công của anh và ca sĩ Hồ Việt Trung trong "Giải cứu tiểu thư phần 1", Hồ Quang Hiếu cho ra mắt sản phẩm phim ca nhạc "Hổ Phụ Nuôi Hổ Tử" cùng kết hợp với nghệ sĩ gạo cội Tấn Beo.
Năm 2018, Hồ Quang Hiếu tung loạt series "Thiếu niên ra giang hồ" gồm 3 tập. Sản phẩm được đầu tư chỉn chu về nội dung, hình ảnh, cùng thông điệp về tình mẹ cao cả đã chiếm trọn trái tim người hâm mộ. Chính vì thế không lạ gì khi "Thiếu niên ra giang hồ" đứng đầu top thịnh hành trên youtube sau 7 ngày công chiếu, giúp Hồ Quang Hiếu nhận được nút vàng youtube. Bên cạnh đó nhạc phim "Chúng ta là anh em" cũng được đông đảo khán giả đón nhận.
Năm 2019, Hồ Quang Hiếu tiếp tục đầu tư làm một bộ phim WebDrama dài 10 tập mang tên Hiếu Bến Tàu được đông đảo khán giả đón nhận. Bộ phim kể về cuộc đời của một thiếu niên có một gia đình yên ấm với sự yêu thương của người mẹ nhưng bất ngờ biến cố ập đến khiến cho cuộc đời của Hiếu có nhiều thay đổi.
Trước đó vào tháng 4/2019, Hồ Quang Hiếu cho ra mắt cuốn tự truyện "Đổi thay" nói về quá khứ giang hồ, ăn chơi của mình. Tự truyện gồm bốn phần: Thời nông nổi, Hoàn lương, Những người tình trong cuộc đời, Thành công và thất bại và tên tự truyện được đặt tên theo 1 bản hit của Hồ Quang Hiếu.

## Danh sách đĩa nhạc

### Album phát hành
| Năm  | Album                     | Ca sĩ                           | Danh sách bài hát | Sáng tác                                                                                          |
| ---- | ------------------------- | ------------------------------- | --- | ------------------------------------------------------------------------------------------------- |
| 2010 | Bỏ lại sau lưng quá khứ   | Hồ Quang Hiếu                   | 1. Giấc mơ không trọn vẹn 2. Xin tình yêu quay về 3. Thoáng 4. Giờ mới biết yêu em 5. Bỏ lại sau lưng quá khứ 6. Quá khứ và anh 7. Một bờ môi hai lời nói 8. Phải chăng tình sai lầm |                                                                                                   |
| 2010 | Promo                     | Hồ Quang Hiếu                   | 1. Để anh được yêu 2. Nỗi lo của anh 3. Quên tình dối gian 4. Đêm khóc 5. Chỉ có tôi 6. Cơn mưa chiều |                                                                                                   |
| 2011 | Chỉ cần em hạnh phúc      | Hồ Quang Hiếu                   | 1. Vì sao anh mất em 2. Vết thương chưa lành 3. Tỉnh giấc 4. Quên đi một愛o màn mưa 5. Một nửa hạnh phúc 6. Em vẫn còn trong giấc mơ 7. Chỉ cần em hạnh phúc 8. Cố níu lấy đôi tay 9. Yêu 10. Ngày em đến ngày em đi 11. Bí mật trái tim (cùng Nga Phạm)                                                                     |                                                                                                   |
| 2011 | Cho anh một lần           | Hồ Quang Hiếu                   | 1. Cho anh một lần 2. Em không có thật 3. Hãy luôn nhớ về nhau 4. Khoảng cách cho nhau 5. Mong đợi vầng trăng 6. Ngã tư đường 7. Vì ngày xưa 8. Vô tâm |                                                                                                   |
| 2012 | Em là hạnh phúc trong anh | Hồ Quang Hiếu                   | 1. Em là hạnh phúc trong anh 2. Chỉ cần gặp em 3. Bức tranh vẽ thiếu nét (cùng Nam Du) 4. Muốn yêu em như ngày xưa 5. Mẹ 6. Ngỡ đã quên 7. Phải chăng là muộn màng 8. Thà rằng em cứ nói 9. Vết thương vô hình 10. Vì em quay lưng 11. Quên giấc mơ                                                                          | Trần Nghiệp Hoàng, Liêu Hưng, Cao Tùng Anh, Phạm Bảo Nam                                          |
| 2012 | Đừng buông tay anh        | Hồ Quang Hiếu                   | 1. Lời yêu muộn 2. Đừng buông tay anh 3. Muốn hóa thành cơn gió 4. Sao em nỡ ra đi 5. Thiên đường mình anh vẽ 6. Vô cảm 7. Túp lều lý tưởng 8. Chuyện tình nàng trinh nữ tên Thi (Remix) | Nguyễn Đình Vũ, Hoàng Bảo Nam                                                                     |
| 2012 | Còn lại gì sau cơn mưa    | Hồ Quang Hiếu                   | 1. Còn lại gì sau cơn mưa 2. Đàn bà 3. Anh sẽ ra đi 4. Cách để quên một người 5. Xa nhau để biết mình cần nhau 6. Cơn gió mùa hè 7. Khi em đã xa 8. Chỉ một lần đau | Nguyễn Văn Chung, Nguyễn Đình Vũ, Bảo Thạch, Song Ngọc, Thái Xuân Anh                             |
| 2013 | Em chưa từng biết         | Hồ Quang Hiếu                   | 1. Mưa của ngày xưa 2. Em chưa từng biết 3. Chưa ai yêu em bằng anh (cùng Nguyên Vũ) 4. Không còn nước mắt 5. Yêu trong nỗi nhớ 6. Biết phải làm sao 7. Không cảm xúc (New Version) 8. Thư của mẹ 9. Miền Trung tôi yêu 10. Nỗi nhớ cao nguyên                                                                               | Nguyễn Văn Chung, Phan Mạnh Quỳnh, Nguyễn Đình Vũ, Phạm Việt Hoàng, Hoàng Bảo Nam, Tuấn Anh Cello |
| 2013 | Ngày ấy sẽ đến            | Hồ Quang Hiếu                   | 1. Ngày ấy sẽ đến 2. Con bướm xuân 3. Nàng 4. Chúc em hạnh phúc 5. Chia tay trong mưa 6. Chờ đợi trong nước mắt 7. Trò đùa tạo hóa | Nguyễn Hồng Thuận, Hoàng Bảo Nam, Liêu Hưng                                                       |
| 2013 | Thư gửi em                | Hồ Quang Hiếu                   | 1. Thư gửi em 2. Ánh trăng vỡ 3. Bài ca gió 4. Chú rể 5. Mất em trong niềm đau |                                                                                                   |
| 2014 | Tìm em                    | Hồ Quang Hiếu                   | 1. Tìm em 2. Chỉ còn mình anh 3. Rong rêu 4. Chiếc lá mùa đông 5. Bụi trần 6. Con tim hoang lạnh 7. Lời ru một đời | Nguyễn Đình Vũ, Nguyễn Hồng Thuận, Trịnh Đình Quang, Nguyễn Tâm                                   |
| 2014 | Làm những gì mình thích   | Hồ Quang Hiếu                   | 1. Làm những gì mình thích 2. Qua đi lặng lẽ 3. Một tình yêu đúng nghĩa 4. Chuyện tình không suy tư 5. Khúc nhạc buồn 6. Chén tình buồn 7. Cho anh lời cuối 8. Con xin sám hối |                                                                                                   |
| 2014 | Mình cưới nhau nhé        | Lương Bích Hữu và Hồ Quang Hiếu | 1. Mình cưới nhau nhé (cùng Lương Bích Hữu) 2. Em là cô dâu (Lương Bích Hữu) 3. Anh là chú rể 4. Mừng ngày nên duyên (cùng Lương Bích Hữu) 5. Đám cưới miền quê (cùng Lương Bích Hữu) 6. Mình cưới nhau nhé (Beat) 7. Em là cô dâu (Beat) 8. Anh là chú rể (Beat) 9. Mừng ngày nên duyên (Beat) 10. Đám cưới miền quê (Beat) | Khánh Đơn                                                                                         |
| 2014 | Mambo Italiano            | Hồ Quang Hiếu                   | 1. Mambo Italiano 2. Linh hồn tượng đá 3. Hoài mong 4. Nụ hôn biệt ly 5. Đêm nay anh thấy cô đơn 6. Sao em còn ôm gối mộng 7. Tình đã bay xa 8. Chỉ riêng mình ta | Mai Bích Dung                                                                                     |
| 2015 | Em là của anh             | Hồ Việt Trung và Hồ Quang Hiếu  | 1. Em là của anh (cùng Hồ Việt Trung) 2. Gượng cười (cùng Hồ Việt Trung) 3. Xuân đoàn viên (Hồ Việt Trung) 4. Em là của anh (Beat) 5. Gượng cười (Beat) |                                                                                                   |
| 2015 | Chỉ còn trong ký ức       | Hồ Quang Hiếu                   | 1. Chỉ còn trong ký ức 2. Chàng trai Piano 3. Tan đi nỗi nhớ 4. Đừng bắt anh mạnh mẽ 5. Giấc mơ lạnh 6. Xin cho một nụ cười 7. Tình và đời 8. Trái tim biết khóc | Nguyễn Đình Vũ, Tường Quân, Trịnh Đình Quang, Jimmy Nguyễn                                        |
| 2015 | Chỉ là anh đang mơ        | Hồ Quang Hiếu                   | 1. Hết rồi 2. Chỉ là anh đang mơ 3. Xin đừng hái hoa 4. Cách xa 5. Người tình mùa đông 6. Hoa bằng lăng 7. Quay cuồng | Thiên Hạnh, DC Tâm, Duy Cường                                                                     |
| 2016 | Vô vọng                   | Hồ Quang Hiếu                   | 1. Vô vọng 2. Đừng từ bỏ ước mơ (cùng Nguyễn Đình Vũ) 3. Con tim đang cố quên 4. Em đâu hay 5. Tango buồn 6. Yêu em trọn đời 7. Anh mới chính là người em yêu | Nguyễn Hùng, Nguyễn Đình Vũ, Đinh Hoàng Quốc, Phạm Trưởng                                         |
| 2016 | Chia tay tuổi học trò     | Hồ Quang Hiếu                   | 1. Chia tay tuổi học trò 2. Nhỏ ơi 3. Nhớ ơn thầy cô 4. Xe đạp ơi | Hải Đăng, Quang Nhật, Nguyễn Ngọc Thiện, Ngọc Lễ                                                  |
| 2016 | Đổi thay                  | Hồ Quang Hiếu                   | 1. Đổi thay 2. Thần thoại 3. Khi nào em mới biết 4. Ngàn năm tương phùng 5. Một mùa đông hai dòng cảm xúc 6. Giấc mơ buồn 7. Tình đợi mong 8. Uyên ương hồ điệp 9. Tan tác | Bảo Thạch, Khánh Đơn                                                                              |

### Đĩa đơn hợp tác
- 2012: "Lặng nhìn thời gian" và "Yêu thầm" (Nipe và Hồ Quang Hiếu)
- 2012: "Bức tranh vẽ thiếu nét" (cùng Nam Du)
- 2012: "Thôi" (Tùy Phong và Hồ Quang Hiếu)
- 2012: "Cha mẹ không cho" (nhiều nghệ sĩ)
- 2013: "Mùa thu yêu đương" (Hoàng Châu và Hồ Quang Hiếu)[32]
- 2013: "Qua đêm nay"[note 1] (cùng Đinh Kiến Phong)[33]
- 2013: "Ký ức còn đâu"[note 2] (Minh Vương M4U và Hồ Quang Hiếu)[34]
- 2013: "Ta nên dừng lại" (nhiều nghệ sĩ)
- 2014: "Tình yêu còn xa" & "Chiều nghe biển khóc" (Quách Tuấn Du và Hồ Quang Hiếu)
- 2015: "Còn lại gì trong em", "Phải làm sao" & "Không ai yêu em hơn anh" (Hồ Tuấn Anh và Hồ Quang Hiếu)
- 2015: "Nhìn lại dấu chân"[35]
- 2018: "Sài Gòn Mưa Rơi" (Namewee và Hồ Quang Hiếu)[36]

## Phim ca nhạc
- PHIM CA NHẠC: GIẢI CỨU TIỂU THƯ PHẦN 1 (2015) - Hồ Việt Trung x Hồ Quang Hiếu - Diễn viên khách mời: Cát Phượng, Hứa Minh Đạt, Huỳnh Nhi, Dương My Ngân, Nguyên Đạt, Oris Phạm
- PHIM CA NHẠC: DỊCH VỤ TÌNH YÊU (2016) – HỒ QUANG HIẾU - Diễn viên khách mời: Phi Huyền Trang, Puka, Võ Đăng Khoa và một số diễn viên khác. (không công chiếu)
- PHIM CA NHẠC:  HỔ PHỤ NUÔI HỔ TỬ (2017) - HỒ QUANG HIẾU – Diễn viên khách mời: TẤN BEO - HOÀNG MÈO - NHI KATY - LÂM MINH THẮNG và một số diễn viên khác.
- PHIM CA NHẠC: THIẾU NIÊN RA GIANG HỒ (2018) – HỒ QUANG HIẾU

1. THIẾU NIÊN RA GIANG HỒ - TẬP 1 Diễn viên khách mời: Thanh Tân, Lạc Hoàng Long, Kim Chi, bé Tiến Dũng, Hoài Bảo, Gấu NP, Hugo, Nguyên Đạt, Trần Quốc Thắng
2. THIẾU NIÊN RA GIANG HỒ - TẬP 2 Diễn viên khách mời: Lê Nam - Thanh Tân - Quốc Khánh - Trà Ngọc - Quỳnh Lý - Tất Diệu Hằng - Thanh Long An - John Lê - Đỗ Hiệp
3. THIẾU NIÊN RA GIANG HỒ - TẬP 3 Diễn viên khách mời: Thanh Tân - Xuân Nghị - Quốc Khánh - Trà Ngọc - Quỳnh Lý - Kim Chi - Bé Tony - Quang Hiển - Duy Chương - Lê Quang - Duy Hùng

- PHIM CA NHẠC: HIẾU BẾN TÀU (2019–2020) - HỒ QUANG HIẾU – Diễn viên khách mời: Lê Quốc Nam, Ngân Quỳnh, Hồng Tơ, Quách Ngọc Tuyên, Hiếu Hiền, Lê Nam, Thụy Mười, Hồng Thanh, Quỳnh Lý, Lâm Thắng, Ngân Chi, Emmy Nguyen, Quang Sơn, Tống Yến Nhi, Neko Bảo Tiên, Nhung Dona, Lê Minh Thành, Trọng Hiếu, Mã Trung, Bảo Anh,...

1. HIẾU BẾN TÀU - TẬP 1 | HỒ QUANG HIẾU
2. HIẾU BẾN TÀU - TẬP 2 | HỒ QUANG HIẾU
3. HIẾU BẾN TÀU - TẬP 3 | HỒ QUANG HIẾU
4. HIẾU BẾN TÀU - TẬP 4 | HỒ QUANG HIẾU
5. HIẾU BẾN TÀU - TẬP 5 | HỒ QUANG HIẾU
6. HIẾU BẾN TÀU - TẬP 6 | HỒ QUANG HIẾU
7. HIẾU BẾN TÀU - TẬP 7 | HỒ QUANG HIẾU
8. HIẾU BẾN TÀU - TẬP 8 | HỒ QUANG HIẾU
9. HIẾU BẾN TÀU - TẬP 9 | HỒ QUANG HIẾU
10. HIẾU BẾN TÀU - TẬP 10 | HỒ QUANG HIẾU

## Chương trình truyền hình
- Đường tới ngôi sao - LA34 (Khách mời) (2011)
- Giới thiệu nghệ sĩ - LA34 (Khách mời) (2011)
- Đọ sức âm nhạc - HTV7 (người chơi) (2012)
- Tôi dám hát - VTV6 (người chơi) (2013)
- Album của tôi - TTV11 (Khánh mời) (2013)
- Lữ khách 24h - HTV7 (khách mời) (2014)
- Vui ơi là vui - THVL1 (người chơi) (2014)
- Ai dám hát - HTV7 (người chơi) (2014)
- Bữa trưa vui vẻ - VTV6 (khách mời) (2014 & 2015)
- Thiên đường ẩm thực - HTV7 (khách mời) (2015)
- Ca sĩ giấu mặt - THVL1 (ca sĩ khách mời) (2015)
- Chung sức - HTV7 (người chơi) (2016)
- Bạn có thực tài - HTV7 (giám khảo khách mời) (2016)
- Ngạc nhiên chưa? - HTV7 (người chơi) (2016)
- Đàn ông phải thế - HTV7 (người chơi) (2016)
- Vị khách bí ẩn - VTV9 (khách mời) (2017)
- Nhạc hội song ca - HTV7 (ca sĩ khách mời) (2017)
- Người bí ẩn - HTV7 (khách mời cùng với Bảo Anh) (2017)
- Ca sĩ bí ẩn - HTV7 (khách mời) (2017)
- Giọng ải giọng ai - HTV7 (khách mời) (2017)
- Một trăm triệu một phút - VTV3 (người chơi) (2017)
- Hàng xóm lắm chiêu - HTV7 (người chơi) (2018)
- Vui cùng Bolero - THVL1 (người chơi) (2018)
- Cao thủ đấu nhạc - HTV7 (người chơi) (2018)
- Đêm tiệc cùng sao - VTV3 (khách mời) (2018)
- Khẩu vị ngôi sao - HTV7 (khách mời) (2018)
- Sàn đấu ca từ - HTV7 (khách mời) (2018)
- Bản lĩnh nhóc tỳ - VTV3 (khách mời) (2018)
- Ca sĩ tranh tài - VTV3 (khách mời) (2018)
- Sao hỏa sao kim - HTV7 (khách mời) (2018)
- Quý cô hoàn hảo - HTV7 (khách mời) (2018)
- Đấu trường âm nhạc - THVL1 (khách mời) (2018)
- Hẹn ngay đi - VTV3 (khách mời) (2018)
- Đúng là một đôi - HTV7 (khách mời) (2018)
- Giọng ca bí ẩn - HTV7 (khách mời) (2018)
- Người ấy là ai - HTV2 (khách mời) (2018)
- Siêu bất ngờ - HTV7 (khách mời) (2018)
- Nhanh như chớp - HTV7 (khách mời) (2018)
- Úm ba la ra chữ gì? - VTV3 (người chơi) (2019)
- Thứ 5 vui nhộn - THVL1 (người chơi) (2019)
- Những thám tử vui nhộn - HTV7 (khách mời) (2019)
- Im lặng là vàng - HTV7 (người chơi) (2019)
- Giác quan thứ 6 - VTV3 (người chơi) (2019)
- Quả cầu bí ẩn - VTV3 (người chơi) (2019)
- Ô hay gì thế này - VTV3 (người chơi) (2019)
- Phản ứng bất ngờ - HTV7 (người chơi) (2019)
- Ai là bậc thầy chính hiệu? - VTV3 (người chơi của đội Người Đẹp Và Quái Vật (với Lê Lộc)) (2019)
- Đùa như thật - HTV7 (người chơi) (2019)
- Sức sống thanh xuân - HTV7 (khách mời) (2019)
- Lời chưa nói - HTV7 (khách mời) (2019)
- Muôn màu showbiz - VTV3 (khách mời) (2019)
- Siêu sao ẩm thực - VTV3 (khách mời) (2019)
- Mãi mãi thanh xuân - HTV7 (khách mời) (2019)
- Con Tôi Vô Số Tội - HTV7 (khách mời cùng với mẹ) (2019)
- Kỳ tài thách đấu - HTV7 (khách mời) (2019)
- 7 nụ cười xuân - HTV7 (khách mời) (2019)
- Talkshow Series Hoa hậu Việt Nam 2020 (khách mời (tập 5)) (2020)
- Vì bạn xứng đáng - VTV3 (khách mời) (2020)
- Truy tìm cao thủ - THVL1 (người chơi) (2020)
- Bản lĩnh ngôi sao - THVL1 (người chơi) (2020)
- Chọn ngay đi - VTV3 (người chơi) (2020)
- Người một nhà - VTV3 (người chơi) (2020)
- Vượt thành chiến - VTV3 (người chơi) (2020)
- Người đứng thẳng - VTV9 (người chơi) (2020)
- Bộ 3 siêu đẳng - VTV3 (người chơi) (2020)
- Ơn giời cậu đây rồi! - VTV3 (khách mời) (2020)
- Tường lửa - VTV3 (khách mời) (2020)
- Bí kíp vàng - HTV7 (người chơi) (2020)
- Đối mặt thời gian - HTV7 (người chơi) (2020)
- Chọn ai đây - HTV7 (Host) (2020)
- Ngôi sao đương thời - THVL1 (khách mời) (2020)
- Biệt đội thông thái - HTV9 (khách mời) (2020)
- Khuôn mặt đáng tin - HTV7 (khách mời) (2021)
- Gõ cửa thăm nhà - HTV7 (khách mời) (2021)
- Cơ hội đổi đời - HTV7 (khách mời) (2021)
- Chọn đâu cho đúng - VTV3 (khách mời) (2021)
- Sàn đấu ngôi sao - VTV9 (khách mời) (2021)
- Chuyến xe thời gian - HTV7 (khách mời) (2021)
- Trai đẹp vào bếp - VTV9 (khách mời) (2021)
- Lạ lắm à nha - VTV3 (khách mời) (2021)
- Thách Sao Nấu Được - HTV7 (người chơi) (2021)
- A! Đúng Rồi - HTV7 (người chơi) (2021)
- Thử thách trốn thoát - VTV3 (khách mời) (2022)
- Vừa đi vừa hát -  HTV7 (người chơi) (2022)
- Đại chiến âm nhạc - HTV7 (người chơi) (2022)
- Sức sống Việt Nam -  HTV7 (khách mời) (2022)
- Góc nhỏ thanh xuân - HTV7 (khách mời) (2022)
- Cuộc chiến ẩm thực - HTV7 (người chơi) (2022)
- Thời tới rồi - HTV7 (người chơi) (2022)
- Chat cùng thần tượng - VTV Cần Thơ (Khách mời) (2023)